# Stefan Rahmstorf
Stefan Rahmstorf, né en 1960, est un océanographe et climatologue allemand, rattaché au Potsdam-Institut für Klimafolgenforschung.
Il est l'un des cofondateurs du blog spécialisé en sciences du climat RealClimate et est membre du Conseil consultatif allemand sur le changement climatique (de) de 2004 à 2013,,. Il est « auteur principal » du quatrième rapport d'évaluation du GIEC. Le journal Der Spiegel le compte parmi ses chroniqueurs.